# VIA Nano
VIA Nano (nazwa kodowa: Isaiah) – procesor x86 firmy VIA Technologies, który wspiera też architekturę 64-bitową. Przeznaczony jest głównie dla komputerów klasy Ultra-Mobile PC. Mimo niskiego zapotrzebowania na energię, procesor potrafi wykonywać instrukcje w zmienionej kolejności (ang. out-of-order), co w połączeniu z superskalarnością pozwoliło na znaczne zwiększenie wydajności w porównaniu do wcześniejszych procesorów VIA (C3 i C7).